# Massaker von Butscha

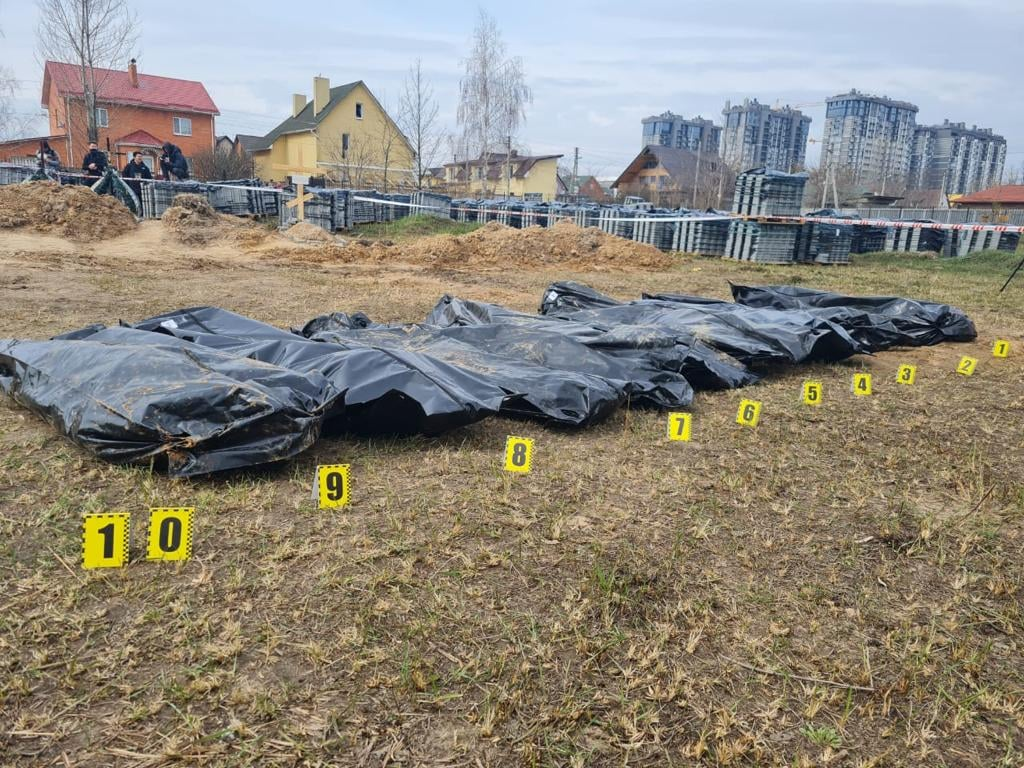
Opfer des Massakers von Butscha (8. April 2022)

Als Massaker von Butscha wird eine Reihe von Kriegsverbrechen in der Stadt Butscha (Oblast Kiew), einem Vorort von Kiew, bezeichnet, die im Frühjahr 2022 während der Schlacht um Kiew durch Angehörige der russischen Kriegspartei an der ukrainischen Zivilbevölkerung begangen wurden. Nachdem die russischen Streitkräfte Anfang April 2022 nach etwas mehr als einem Monat abgezogen waren, wurden laut ukrainischen Angaben bis August 2022 (Schlussbilanz) 458 Leichen gefunden, von denen 419 Anzeichen dafür trugen, dass die Opfer erschossen, gefoltert oder erschlagen worden waren. 39 starben möglicherweise ohne Gewalteinwirkung. Fast alle Toten waren Zivilisten. Alle Fälle wurden von Ermittlern für Kriegsverbrechen untersucht.
Ein Bericht des UNHCHR vom Dezember 2022 dokumentierte bis zum 31. Oktober 2022 die Tötung von 73 Zivilisten in der Stadt und wies auf die bevorstehende Bestätigung von weiteren 105 mutmaßlichen Tötungen hin.
Russland wird vorgeworfen, die Massaker gezielt verübt zu haben. Das Putin-Regime bestritt eine Beteiligung russischer Soldaten an den Folterungen und Tötungen. Ob auch Angehörige der Gruppe Wagner an dem Massaker beteiligt waren, war Stand April 2022 nicht vollends aufgeklärt.

## Allgemeine Lage
Laut einem Bericht der New York Times vom 11. April 2022 zum ersten Kriegsmonat näherten sich am 24. Februar 2022, dem ersten Tag des Krieges, russische Spezialeinheiten zu Fuß durch den Wald und schossen auf Autos auf der Straße. Eine Kolonne gepanzerter Fahrzeuge fuhr in den Vorort, schoss auf eine Frau in ihrem Garten und tötete sie.
Eine Gemeinderätin berichtete laut Meduza, es habe spätestens ab dem 8. März 2022 keinen Strom und kein Wasser mehr gegeben und Kommunikationsantennen seien absichtlich zerstört worden. Die russischen Truppen seien derart hart vorgegangen, dass es im Gegensatz zu anderen Orten keine Kundgebungen gegen die Besetzer gegeben habe, obwohl darüber diskutiert worden sei. Verschiedene Einheiten hätten sich unterschiedlich brutal verhalten. Eine Einheit, die für den Abtransport der getöteten und verletzten Russen zuständig war, habe Diesel an das Krankenhaus abgegeben. Menschen seien auch an Mangel an Nahrung und Medikamenten gestorben.
Die New York Times berichtete am 11. April 2022 auch: als der russische Vormarsch auf Kiew angesichts des erbitterten Widerstands ins Stocken geriet, habe sich die feindliche Besetzung in einen „Terror- und Rachefeldzug“ verwandelt. Als sich eine „besiegte und demoralisierte“ russische Armee schließlich zurückgezogen habe, habe sie ein „Bild des Grauens“ hinterlassen: Leichen von Zivilisten auf Straßen, in Kellern oder Hinterhöfen, viele mit Schusswunden am Kopf, einige mit auf den Rücken gefesselten Händen. Die ukrainische Armee drang am 1. April in die Stadt ein. Am 2. April 2022 wurde ein erstes Video auf Twitter veröffentlicht, das neun tote Menschen auf der Straße zeigt. Die Echtheit wurde von der Washington Post bestätigt.
Zu ähnlichen Taten wie in Butscha kam es auch in anderen von Russland besetzten Orten in der Region Kiew. Nach Angaben von Andrij Njebytow, dem Polizeichef der Region Kiew, wurden bis zum 20. April 2022 über 1000 Leichen geborgen, von denen 75 Prozent mit automatischen Waffen oder mit Scharfschützengewehren erschossen worden waren. Bis zum 4. Mai 2022 wurden in der Region Kiew 1.235 getötete Zivilisten identifiziert. Die Identitäten von 282 weiteren Toten waren zu diesem Zeitpunkt noch ungeklärt.

## Vorkommnisse und Angriffe
Laut dem Kyiv Independent wurden am 4. März 2022 zwei Männer und eine Frau getötet, als ihr Auto von einem russischen gepanzerten Fahrzeug beschossen wurde. Wie Human Rights Watch mit Interviews dokumentierte, wurden am gleichen Tag fünf Männer gezwungen, am Straßenrand zu knien, ihnen wurden ihre T-Shirts über den Kopf gezogen und einem der Männer wurde in den Hinterkopf geschossen.
Die New York Times veröffentlichte am 19. Mai 2022 Belege für die Hinrichtung von neun ukrainischen Männern am 4. März. Ein Überwachungsvideo und ein heimlich von einem Anwohner gedrehtes Video zeigen, wie die Männer von russischen Soldaten abgeführt und vor einem Zaun zu Boden gezwungen werden. Zeugenaussagen und ein Drohnenvideo vom 5. März bestätigen, dass die Männer anschließend hinter ein russisches Quartier geführt und erschossen wurden.
Am 5. März 2022 wurden zwei Familien, die in ihren Autos aus Butscha zu fliehen versuchten, von einem russischen gepanzerten Fahrzeug beschossen. Dabei starben laut dem Kyiv Independent vier Menschen.
Am 12. März wurden im Stadtzentrum von Butscha 57 bis 67 Zivilisten hinter einer Kirche in einem Massengrab verscharrt. Zu den Todesumständen gab es damals noch keine Angaben. Nach Darstellung von Meduza suchten die russischen Soldaten wohl systematisch ehemalige Militärangehörige – auch ein Sohn eines verstorbenen ATO-Veteranen (ATO war die Bezeichnung für das militärische Vorgehen gegen die regierungsfeindlichen Kräfte in der Ostukraine 2014) sei erschossen worden. Eine Person beschrieb Folterspuren bei aufgefundenen Körpern.
Nach Abzug der russischen Truppen berichteten Vertreter der Ukraine, in Butscha noch lebende Bewohner sowie dort eingetroffene Journalisten von während der russischen Besatzung erschossenen Frauen und Kindern, von vergewaltigten und anschließend getöteten Frauen, deren Leichname nackt hinter Hecken oder in Gebäuden zurückgelassen wurden, von beispielsweise durch Abschneiden von Körperteilen gefolterten Bewohnern, von Leichnamen von erschossenen Zivilisten, die überall im Stadtgebiet in Gebäuden und Kellern, in der Kanalisation oder auf offener Straße aufgefunden wurden. Die Vorfälle wurden durch zahlreiche Foto- und Videoaufnahmen sowie Zeugenaussagen dort noch lebender Bewohner dokumentiert. Mehrere Zeugen aus der Stadt berichteten, russische Truppen hätten gezielt Hunderte Zivilisten in Gebäuden und auf offener Straße erschossen, egal ob es sich dabei um Männer, Frauen, Kinder oder ältere Menschen gehandelt habe. Laut Angaben des Bürgermeisters von Butscha, Anatolij Fedoruk, wurden dort (mit Stand 2. April 2022) 280 Menschen in Massengräbern beigesetzt. Unabhängige Journalisten der Nachrichtenagentur AFP zählten 20 Leichen in ziviler Kleidung allein auf einer Straße.
Mehrere Medien veröffentlichten Bilder von Erschossenen in Zivilkleidung, deren Hände auf den Rücken gebunden waren. Laut der Menschenrechtsorganisation Human Rights Watch (HRW) berichtete eine Angehörige eines Getöteten, dass sechs unbewaffnete Männer wenige Tage nach der Invasion in Butscha festgenommen und später erschossen worden seien. Laut dem Kyiv Independent haben russische Soldaten vier Zivilisten in einem Auto mit der Aufschrift „де́ти“ (Kinder) erschossen. Eine nicht näher beschriebene Person, die während der ganzen russischen Besatzung in Butscha ausgehalten hatte, berichtete dem Schweizer Fernsehen RTS, dass es „wie auf einer Safari“ gewesen sei; die Russen hätten auf jeden und alles geschossen. „Sie waren alle betrunken. Sie sagten: ‚Wir haben den Befehl, euch alle zu töten.‘ Sie gingen von Eingang zu Eingang, von Keller zu Keller und holten die Leute heraus.“ Ein anderer Mann schilderte, die Russen hätten Tränengasgranaten in den Keller geworfen, die Menschen herausgetrieben. Dem Ersten, der herausrannte, einem Jungen, sei direkt in den Kopf geschossen worden.

## Ermittlungen

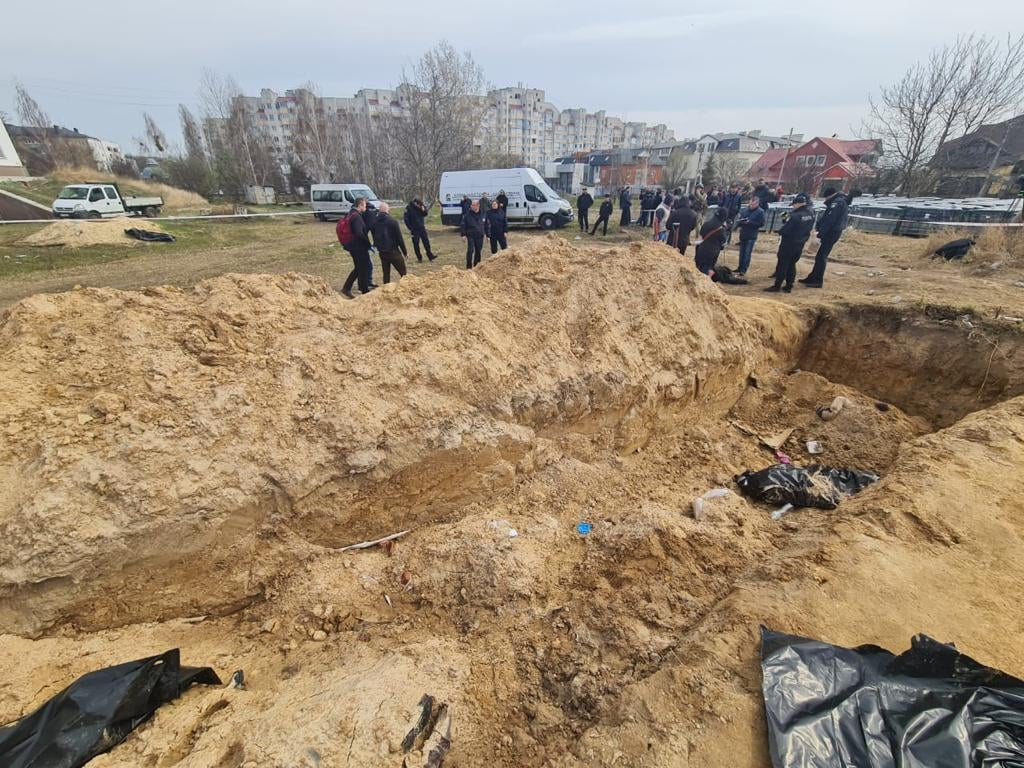
Öffnung eines Massengrabes durch ukrainische und internationale Ermittler nach dem Abzug der russischen Truppen (8. April 2022)

Die New York Times verglich Satellitenaufnahmen von Maxar, die während und nach der russischen Besetzung der Stadt aufgenommen wurden. Ergebnis war, dass bei den Aufnahmen die Leichen von Zivilisten schon während der russischen Besatzung an denselben Stellen lagen, an denen sie direkt nach dem Abzug der russischen Truppen aufgefunden und dokumentiert worden waren. Weiter wurde ein Anfang März 2022 vom ukrainischen Militär aufgenommenes Drohnen-Video bekannt, das den gezielten Angriff von zwei russischen Schützenpanzern auf einen Zivilisten zeigt, der ein Fahrrad über den Gehweg schiebt.
Nach dem Abzug der russischen Truppen wurde ein Leichnam mit einem Fahrrad an dieser Stelle aufgefunden und dokumentiert. Dies sowie die exakte Zuordnung der Leichenfundorte durch während Anwesenheit russischer Militärtechnik vorgenommene Drohnenaufnahmen stehen der Behauptung Russlands entgegen, die Leichen seien dort erst nach der Rückkehr der ukrainischen Armee deponiert worden. Ein mit Zeitstempel vom 1. April gefilmtes Video zeigt mehrere Leichen, die über die Jablunska-Straße verstreut sind; die Satellitenbilder von Maxar zeigen, dass mindestens 11 von ihnen seit dem 11. März 2022 (als Russland auch nach eigenen Angaben die Stadt unter seiner Kontrolle hatte) auf der Straße lagen. Recherchen der New York Times zufolge (die sich u. a. auf ausgewertete Aufnahmen, Funksprüche, gefundene militärische Ausrüstung (Uniformabzeichen und Packzettel auf Munitionskisten)) sind etwa 24 Fallschirmjäger des 234. Luftlanderegiments Hauptverantwortliche für die Morde in der Jablunska-Straße. Angehörige des Regiments nutzten u. a. Mobiltelefone der Opfer wenige Stunden nach deren Ermordung für Anrufe nach Russland. Von der Frankfurter Allgemeine Zeitung in Butscha aufgefundene Prüfzettel für Mörsergranaten weisen auf die Einheit Nummer 74268, der 76. Garde-Luftsturm-Division aus der westrussischen Stadt Pskow, hin. Nach Angaben der New York Times handelt es sich bei der Einheit Nummer 74268 um das 234. Luftlanderegiment.
Nach Darstellung des ukrainischen Militärgeheimdienstes HUR wurde die „größte Zahl an Verbrechen“ in Butscha „von Einheiten der 64. Motorschützen-Brigade“ des russischen Heeres begangen. Der Nachrichtendienst des ukrainischen Verteidigungsministeriums veröffentlichte eine Liste mit den Namen, Rängen und Passangaben der einzelnen Mitglieder und kündigte an, sie vor Gericht zu stellen.
Nach Augenzeugenberichten hatten die Gewalttätigkeiten stark zugenommen, als nach dem Beginn der Besatzung Butschas „junge Soldaten“ durch andere Kräfte abgelöst wurden. Augenzeugen berichteten in diesem Zusammenhang von „tschetschenischen Truppen“. Überlebende Einwohner berichteten außerdem von „burjatischen Truppen“.
Die Ermittler werden durch ausländische Spezialisten unterstützt, am 12. April trafen Forensiker vor Ort ein. Das Team von 18 Experten der forensischen Abteilung der französischen nationalen Gendarmerie arbeitet mit einem Team forensischer Ermittler aus Kiew zusammen, um den „Terror zu dokumentieren, der Zivilisten während der einmonatigen Besatzung zugefügt wurde“.
Am 17. Mai entsandte der Internationale Strafgerichtshof ein 42-köpfiges Ermittler-Team zur Untersuchung der Vorkommnisse in Butscha und weiteren Orten in der Region Kiew. Aufgaben des Teams sind Zeugenbefragungen, Sicherung und Analyse von Beweismaterial sowie die Unterstützung ukrainischer Ermittler. Es soll auch mit den bereits in der Region tätigen französischen Ermittlern zusammenarbeiten. Laut Chefankläger Karim Ahmad Khan handelt es sich um das größte Ermittler-Team, das bislang vom Internationalen Strafgerichtshof entsendet wurde.
Am 8. August 2022 veröffentlichten die ukrainischen Behörden die Abschlussbilanz. Insgesamt wurden 458 Leichen gefunden, von denen 419 Anzeichen dafür trugen, dass sie erschossen, gefoltert oder zu Tode geknüppelt worden waren. 39 scheinen eines natürlichen Todes verstorben zu sein, wobei deren Tod mit dem Krieg oder der Behandlung der Zivilbevölkerung durch die Russen zusammenhängen könnte. Alle Fälle werden von Ermittlern für Kriegsverbrechen untersucht. Fast alle Toten waren Zivilisten. Insgesamt waren 366 der Leichen männlich und 86 weiblich, während fünf Leichen in einem zu schlechten Zustand waren, um sie zu bestimmen. Neun von ihnen waren Kinder unter 18 Jahren. Die Leichen lagen auf Straßen verstreut, wurden in Brunnen und tief im Wald gefunden. Die russischen Truppen ließen die Leichen vieler der Getöteten unbeaufsichtigt verrotten, verbrannten aber auch einige, möglicherweise aus hygienischen Gründen oder um Folterspuren zu verbergen. Die Leichen der getöteten ukrainischen Soldaten wurden den ukrainischen Behörden übergeben und separat gezählt, während drei russische Leichen zur Repatriierung geschickt wurden. Etwa 50 Leichen konnten noch nicht identifiziert werden oder wurden von Verwandten noch nicht beansprucht. 10 Einwohner meldeten vermisste Angehörige, die noch nicht gefunden wurden. Die meisten der schätzungsweise 39.000 Einwohner konnten vor dem Eintreffen der Russen fliehen, etwa 4.000 blieben zurück, wovon jeder Zehnte in etwas mehr als einem Monat starb.
Ein Bericht des UNHCHR vom Dezember 2022 dokumentierte bis zum 31. Oktober 2022 die Tötung von 73 Zivilisten in der Stadt und wies auf die bevorstehende Bestätigung von weiteren 105 mutmaßlichen Tötungen hin.
Bei der Obduktion dutzender Opfer des Massakers fanden Pathologen und Rechtsmediziner in Massengräbern in der Region nördlich von Kiew kleine Metallpfeile, sogenannte Flechettes. Diese Projektile verursachen besonders schwere Verletzungen. Sie stammen von 122 mm 3Sh1 Artillerie-Geschossen, die nach Angaben von Neil Gibson, einem Munitionsexperten der in Großbritannien ansässigen Fenix Insights-Gruppe, nur in der russischen, nicht in der ukrainischen Artillerie zum Einsatz kommen. Nach Aussage von Zeugen fand der Beschuss in Butscha einige Tage vor dem Rückzug der Streitkräfte Ende März statt. Wladyslaw Pirowskyj, ein ukrainischer Gerichtsmediziner, äußerte gegenüber dem Guardian, die Mehrheit der Leichen stamme aus der Region Butscha-Irpin.
Daniil Frolkin, russischer Soldat in der 64. Motorschützen-Brigade, gab in einem Interview im August 2022 zu, dass er und seine Kameraden in einem Dorf in der Nähe von Butscha geplündert und gemordert hätten. In Russland wurde er daraufhin angeklagt und zu einer Bewährungsstrafe von fünfeinhalb Jahren wegen Verbreitung von Falschinformation über die russische Armee verurteilt.

### AP/PBS-Veröffentlichung November 2022
Die Associated Press, zusammen mit den Autoren des Frontline-Podcasts von PBS sowie Datenanalysten von SITU Research veröffentlichten ihre Erkenntnisse aufgrund von Filmmaterial von Straßenüberwachungskameras sowie abgehörten Telefongesprächen von Russen und bauten ein 3D-Modell der Vorgänge. Sie folgerten, dass Butscha von den Russen systematisch von Haus zu Haus durchsucht worden sei und dabei vom russischen Geheimdienst erstellte Listen verwendet worden seien: „Es war organisierte („methodic“) Grausamkeit, die sich in allen anderen von Russland besetzten Gebieten in der Ukraine wiederholen wird. Dies ist eine Strategie der Neutralisierung des Widerstands und der Einschüchterung der lokalen Bevölkerung, die russische Truppen in früheren Konflikten, insbesondere in Tschetschenien, oft eingesetzt haben“.

## Verantwortlichkeit Russlands

### Armee
Der Geheimdienst des Verteidigungsministeriums der Ukraine (HUR) hat eine Liste von Soldaten der 64. selbstständigen motorisierten Schützenbrigade Russlands veröffentlicht, die in Butscha Verbrechen begangen haben sollen. Die Quelle ist der Hauptnachrichtendienst des Verteidigungsministeriums der Ukraine. Die veröffentlichte Liste enthält Namen und Personalien der Soldaten vom Gefreiten bis zum Oberst.

### Russische Regierung
Butschas Bürgermeister Anatolij Fedoruk äußerte, man habe den Eindruck, dass russische Truppen vom russischen Präsidenten Wladimir Putin und dem russischen Verteidigungsminister Sergei Schoigu „grünes Licht“ erhalten hätten, Zivilisten anzugreifen.

## Reaktionen

### Ukraine
- Der Bürgermeister von Kiew Vitali Klitschko warf Russland am 3. April 2022 Völkermord vor.[54]

### International
Mehrere Vertreter europäischer Länder, der EU sowie der USA verurteilten die Vorkommnisse scharf.
- Der deutsche Bundeskanzler Olaf Scholz nannte die Ermordung von Zivilisten ein Kriegsverbrechen und kündigte weitere Sanktionen an.[56]
- Die Biden-Regierung kündigte an, dass weitere Sanktionen in Anbetracht der Ereignisse wahrscheinlich nötig seien.[57] Sie bemühten sich zudem um einen Ausschluss Russlands aus dem UN-Menschenrechtsrat.[58]
- Der französische Präsident Emmanuel Macron nannte auf Twitter die Ermordung von hunderten Zivilisten „feige“ und schrieb, dass sich die russische Regierung für diese Verbrechen verantworten müsse.[59]
- Der polnische Präsident Andrzej Duda sagte, die Fotos aus Butscha leugneten, dass um jeden Preis ein Kompromiss gesucht werden sollte.
- Der Sprecher des US-Außenministeriums, Ned Price, kündigte neue Sanktionen gegen Russland an.[60]
- Der Vorsitzende der Kommission für Rechtsfragen und Menschenrechte des Europarats hatte mit einer kleinen Delegation des Rates Butscha besucht. Die Zivilbevölkerung werde regelmäßig vorsätzlich angegriffen; die russische Armee habe in der Ukraine Kriegsverbrechen begangen, insbesondere in Butscha, so Damien Cottier.[61]

### Russland
- Berichte mit verifizierten Fakten erschienen in westlichen Medien am 2. April, bald nach dem Auftauchen der ersten Bilder in den Sozialen Medien am 1. April. Russische Medien reagierten zunächst nicht. Nachdem auch Menschen in Russland durch das Internet und freie Medien davon erfahren hatten, startete man am 3. April, also zwei Tage nach den ersten Berichten, eine Medienoffensive mit einer Flut von „Entdeckungen“ und angeblichen Widersprüchen. Innerhalb Minuten wechselten dabei die Erklärungen von der Version, wonach Ukrainer die Menschen getötet hätten, zu einer Version von angeblichen Opfern ukrainischer Artillerie, dann wiederum wurde behauptet, was die Artillerie wieder ausschloss, dass die Leichen erst nach dem Abzug der Russen „ausgelegt“ worden seien, dann wiederum war es angeblich eine Operation der psychologischen Kriegsführung der Briten.[62]
- Russland bestritt am 3. April 2022 die Tötung von Zivilisten in Butscha[63] und behauptete, die Bilder aus der Stadt seien von den USA und der NATO „bestellt“ worden.[64] Russlands Außenminister Sergei Lawrow nannte die Berichte „eine Fake-Attacke, die Tage nach dem Abzug unserer Truppen inszeniert wurde“.[65] Die Inszenierung sei durch den „Westen“ erfolgt, sagte er noch am 5. April.[62] Russland nahm Ermittlungen nicht wegen mutmaßlicher Verbrechen auf, sondern wegen der Verbreitung angeblicher Falschmeldungen.[66]
- Der russische Botschafter in den USA, Anatoli Antonow, sagte, das russische Verteidigungsministerium habe „diese falschen Anschuldigungen“ vollständig zurückgewiesen. Die russischen Truppen hätten Butscha am 30. März verlassen: „Die ukrainischen Behörden haben all diese Tage geschwiegen, und jetzt haben sie plötzlich sensationelles Filmmaterial veröffentlicht, um das Image Russlands zu beschmutzen und Russland dazu zu bringen, sich zu verteidigen.“ Kein einziger Zivilist habe Gewalt erlitten, während die Stadt von den russischen Streitkräften kontrolliert wurde, es seien im Gegenteil sogar 452 Tonnen humanitäre Hilfe für die Zivilbevölkerung geliefert worden.[67]
- Russland beantragte eine Sondersitzung des Sicherheitsrates der Vereinten Nationen. Im Antrag bezeichnete Russland die Gräuelnachrichten als „abscheuliche Provokation ukrainischer Radikaler“. Die Aufnahmen von Leichen in Butscha seien inszeniert.[68] Alexander Bastrykin, der den russischen Untersuchungsausschuss leitet, ordnete eine Untersuchung an und beschuldigte die ukrainischen Behörden, „absichtlich falsche Informationen“ über die Aktionen der russischen Streitkräfte zu verbreiten.[69] Die Behauptungen der russischen Seite wurden von der BBC im Einzelnen widerlegt, insbesondere durch Satellitenbilder.[70]
- Der 64. motorisierten Infanteriebrigade, die nach verschiedenen Quellen die Hauptverantwortung an dem Massaker von Butscha tragen könnte, wurde am 18. April 2022 von Russlands Präsident Putin der Garde-Ehrentitel verliehen. Zur Begründung sagte Putin unter anderem, die Brigade sei „Vorbild für die Ausführung der militärischen Pflichten, für Mut, Entschlossenheit und große Professionalität“.[43]

### Vereinte Nationen
- Bei der Sitzung des UN-Sicherheitsrats am 6. April 2022 forderte der ukrainische Präsident Wolodymyr Selenskyj in einer per Video übertragenen Rede, sofort zu handeln und Russland für die begangenen Gräuel zur Rechenschaft zu ziehen. Unter anderem verlangte er, Russland aus dem UN-Menschenrechtsrat auszuschließen, als Option nannte er den Ausschluss Russlands aus dem Sicherheitsrat.[71]
- Als Reaktion auf Berichte über russische Menschenrechtsverletzungen im Ukraine-Krieg setzte der UN-Menschenrechtsrat am 7. April 2022 Russlands Mitgliedschaft aus. Russland beendete daraufhin selbst seine Mitgliedschaft.[72]
- UNO-Generalsekretär António Guterres besuchte am 28. April 2022 Vororte von Kiew, darunter auch Butscha. Er forderte dort die russische Regierung auf, mit dem Internationalen Strafgerichtshof (IStGH) bei der Untersuchung möglicher Kriegsverbrechen zusammenzuarbeiten.[73] Russland beschoss während seines Besuchs Kiew mit Raketen.[74]

## Erklärungen

### Russische Militärstrategie
Nach Meinung des Militärexperten und Professors an der Universität der Bundeswehr in München Carlo Masala handelt es sich bei dem Massaker um einen wesentlichen Bestandteil der regulären russischen Militärstrategie, um die Bevölkerung der Ukraine gezielt zu demoralisieren, eine Methode, die man schon aus anderen russischen Militäreinsätzen kenne.
Ein Grund, der in früheren Kriegen zu derartigen Verbrechen geführt habe, falle in diesem Fall weg, so der Historiker Boris Sokolow: Morde, Vergewaltigungen und Plünderungen seien in anderen Fällen einer langen Dauer des Krieges geschuldet gewesen, was aber im Falle des Überfalls auf die Ukraine nach kürzester Zeit nicht der Fall sein könne. „Zu diesem Zeitpunkt konnten die Soldaten noch nicht des Krieges müde werden, sie konnten diesbezüglich keine Rachegefühle gegenüber den Ukrainern haben, und es gab keine Kriminellen in ihren Reihen“. Ein Hauptmotiv sei vielmehr mutmaßlich das Gefühl der Straffreiheit gewesen.

### Anti-ukrainische Propaganda in Russland
Am 3. April erschien als Reaktion auf die Vorgänge ein propagandistischer Meinungsartikel des Politologen Timofei Sergeizew bei der staatlichen Medienagentur RIA Novosti unter dem Titel „Was Russland mit der Ukraine tun sollte“. Der Text ruft zur Vernichtung der Ukraine und der ukrainischen Identität auf.

## Bekannte Opfer und Gedenken
The New York Times veröffentlichte im Dezember 2022 Hintergrundinformationen zu 36 Menschen, die in der Jablunska-Straße dem Massaker zum Opfer fielen. Fast alle seien Zivilisten und Kriegsgefangene gewesen. Sie starben überwiegend an Schussverletzungen.
Zu den Opfern des Massakers gehört der Übersetzer Oleksandr Kysljuk (1962–2022). Er wurde in der Nähe seines Hauses erschossen.
Ein Mann namens Ilja Iwanowitsch Nawalny (* 1961) wurde getötet. Neben der Leiche fand man auch sein Ausweisdokument. Der russische Oppositionspolitiker Alexei Nawalny und Namensvetter beschuldigte die russischen Soldaten, dass sie die Person nur aufgrund ihres Nachnamens getötet haben.
Die Künstlerin Ljubow Pantschenko (* 1938), ehemaliges Mitglied der Gruppe „Die Sechziger“, starb Ende April 2022 in einem Kiewer Krankenhaus an den Folgen einer während der russischen Besatzung von Butscha erlittenen Unterernährung.
Im Juli 2023 wurde in Butscha ein Denkmal mit 501 Namen eingeweiht.

## TV-Reportagen
- Spiegel TV: Rekonstruktion eines beispiellosen Kriegsverbrechens. 6. Juli 2022 (23 Min; YouTube)
- Associated Press: Reportage vom 3. November 2022 YouTube, The Associated Press, @frontlinepbs und SITU Research überprüften hunderte von Stunden CCTV-Aufnahmen, schnitten russische Telefongespräche ab und erstellten ein 3D-Modell, um zu zeigen, was in Bucha passiert ist, und um die Verantwortlichen zu identifizieren. (14 Min.)
- New York Times: Caught on Camera, Traced by Phone: The Russian Military Unit That Killed Dozens in Bucha, 22. Dezember 2022 (Laufzeit 29 Min.)
- Das Massaker von Butscha – Russlands Kriegsverbrechen auf der Spur. ZDF, 22. Februar 2023, 81 Min. (Inhalt).

### Allgemein
- Amnesty International: “He’s not coming back”: War Crimes in Northwest Areas of Kyiv Oblast (englisch, 8. Mai 2022), ausführliche AI-Dokumentation über russische Kriegsverbrechen – außergerichtliche Erschießungen, außergerichtliche Erschießungen nach Folter, Beschuss ziviler Wohnblöcke und willkürliche Erschießungen von Zivilisten auf den Straßen und von Flüchtenden in humanitären Korridoren – in der nordwestlichen Oblast Kiew (in Butscha, Worsel, Borodjanka u. a. Orten).
- Juliane Fürst: Historikerin Fürst zu Butscha: „Die Exekutionen sind auf jeden Fall gewollt“. In: n-tv. 4. April 2022, abgerufen am 5. April 2022.
- Thomas Krause: „Haben auf jeden geschossen, den sie gesehen haben“: Augenzeugen schildern Massaker von Butscha. stern.de, 4. April 2022.
- Konrad Schuller: „Ist halt unser Job“, sagte der russische Soldat (faz.net vom 9. April 2022, Reportage)
- Carlotta Gall: Bucha’s Month of Terror, New York Times, 11. April 2022, Reportage (englisch)
  - „New York Times“-Bericht rekonstruiert Horrormonat in Butscha. In: Der Standard, 12. April 2022 (dt. Zusammenfassung)
- Ukraine: Russian Forces’ Trail of Death in Bucha. In: Human Rights Watch, 21. April 2022.
  - Belege für Kriegsverbrechen in Butscha. In: Tagesschau.de, 21. April 2022.
  - „Human Rights Watch“ belegt Kriegsverbrechen. In: ZDF.de, 21. April 2022 (mit Video).
- Mari Saito: Love letter, ID card point to Russian units that terrorised Bucha. In: Reuters, 5. Mai 2022.
- New Evidence Shows How Russian Soldiers Executed Men in Bucha. In: New York Times, 19. Mai 2022.
- Yana Korniychuk, Elena Loginova: The banality of brutality. 33 days under siege in Block 17, Bucha, Ukraine. In: Organized Crime and Corruption Reporting Project, 31. August 2022 (engl., russ., ukr.)

### Faktenchecks
- Faktencheck des Redaktionsnetzwerk Deutschland
- Faktencheck der Deutschen Welle
- Faktencheck von Bellingcat (englisch)
- Faktencheck der BBC (englisch)